# Monomorium disertum
Monomorium disertum är en myrart som beskrevs av Auguste-Henri Forel 1913. Monomorium disertum ingår i släktet Monomorium och familjen myror. Inga underarter finns listade i Catalogue of Life.